# Serguéi Rajmanin
Serguéi Stanislávovich Rajmanin (en ruso: Сергей Станиславович Рахманин) (nacido el 18 de octubre de 1961 en Karl-Marx-Stadt, Alemania) es un piloto acrobático ruso de aviones con motor a pistón y planeadores. También es instructor de vuelo.

## Biografía
Vive en San Petersburgo, Rusia. Está casado y tiene un hijo.

## Títulos
Serguéi Rajmanin ganó el título en la categoría absoluta del Campeonato de Europa de Vuelo Acrobático en 1999 y de la FAI World Aerobatic Championships en el año 2003 y en 2005, ambas competencias de acrobacia aérea con motor (aviones con motor de pistón).
Ganó también la medalla de bronce en el Campeonato del Mundo de Vuelo a Vela de 1995  y el oro por equipos junto con Mijaíl Mamistov y Victor Tchmal; además, ganó la medalla de oro por equipos en el Campeonato de Europa de Vuelo a Vela de 1996  junto con Mijaíl Mamistov y Serguéi Krikaliov. Ambas competencias eran de acrobacia aérea sin motor (planeador)

## Red Bull Air Races
He participó en 2007 y 2008 en el Red Bull Air Race World Championships.
| Year | 1    | 2    | 3    | 4    | 5   | 6    | 7    | 8    | 9    | 10   | 11  | 12   | Points | Wins | Rank |
| ---- | ---- | ---- | ---- | ---- | --- | ---- | ---- | ---- | ---- | ---- | --- | ---- | ------ | ---- | ---- |
| 2007 | 12th | 9th  | 9th  | 10th | CAN | 13th | 10th | 11th | 10th | 11th | CAN | 11th | 0      | 0    | 12th |
| 2008 | 10th | 11th | 10th | CAN  | 9th | 12th | 9th  | 11th | CAN  | 11th |     |      | 2      | 0    | 11th |

Leyenda: 
- CAN: Cancelado
- DNP: Did not participate (No participó)
- DNS: Did not show
- DQ: Disqualified (Descalificado)
- NC: Not classified (No clasificado)

## Premios y honores
Ha sido premiado con el "Honored Master of Sport of Russia", y recibió en 2006 la FAI Air Sport Medal.